# Diocesi di Case di Numidia
La diocesi di Case di Numidia (in latino: Dioecesis Casensis in Numidia) è una sede soppressa e sede titolare della Chiesa cattolica.

## Storia
Case di Numidia, identificabile con El Madher nell'odierna Algeria, è un'antica sede episcopale della provincia romana di Numidia.
Casae fu eretta in municipio all'epoca dei Severi, nella prima metà del III secolo. Non si conoscono vescovi di questa antica città romana; ma le imponenti vestigia di El Madher, e il fatto che fosse un municipio di una certa importanza, portano ad ipotizzare che fosse una sede episcopale. Ad avvalorare questa ipotesi è la scoperta, tra le rovine di El Madher, di un'iscrizione, datata al V-VI secolo, che riporta il nome di Arcentius diaconus; i diaconi, nell'antichità, erano i ministri ordinari del vescovo. Jaubert identifica questo diacono con uno dei vescovi Argenzio documentati a Lamiggiga, città vicina a quella di Casae, ipotizzando che il diacono Arcenzio sia stato eletto vescovo di Lamiggiga.
A partire da Morcelli, diversi autori assegnano a questa diocesi il vescovo donatista Benenatus, episcopus Casensium Bastalensium, sede ignota ad altre fonti, che prese parte alla conferenza di Cartagine del 411.
Dal XVII secolo Case di Numidia è annoverata tra le sedi vescovili titolari della Chiesa cattolica; dal 13 maggio 2023 il vescovo titolare è Lénard Ndjadi Ndjate, M.C.C.I., vescovo ausiliare di Kisangani.

## Cronotassi

### Vescovi residenti
- Bennato ? † (menzionato nel 411)

### Vescovi titolari
- James Cusack † (5 ottobre 1678 - 18 novembre 1679 succeduto vescovo di Meath)
- Alberto Zambrano Palacios, O.P. † (29 settembre 1964 - 11 dicembre 1972 nominato vescovo di Loja)
- Raúl Holguer López Mayorga (30 marzo 1973 - 24 maggio 1980 succeduto vescovo di Guaranda)
- Rodrigo Arango Velásquez, P.S.S. † (29 gennaio 1981 - 17 gennaio 1985 nominato vescovo di Buga)
- Manuel Revollo Crespo, C.M.F. † (4 aprile 1985 - 7 marzo 1998 dimesso)
- Christopher Kakooza (2 gennaio 1999 - 4 novembre 2014 nominato vescovo di Lugazi)
- Józef Andrzej Dąbrowski, C.S.M.A. (31 gennaio 2015 - 2 aprile 2023 nominato vescovo di Charlottetown)
- Lénard Ndjadi Ndjate, M.C.C.I., dal 13 maggio 2023